# Тхір японський
Тхір японський (Mustela itatsi або Mustela sibirica itatsi) — ссавець, дрібний хижак з родини Мустелові (Mustelidae). Також мустела ітачі або мустела японська.

## Середовище проживання
Цей вид є ендеміком Японії на островах Хонсю, Кюсю, Шікоку, Садо, острови Окі, Ідзу-Осіма, Авадзі, Ікі, острови Ґото, Яку і був введений на Хоккайдо у 1880-х роках. Був введений для боротьби з пацюками приблизно на 50 островів. 
Зустрічається на луках, в лісах, селах та передмістях, але не в великих містах. 

## Морфологія
Виявляє крайній статевий диморфізм (самці: 450 г, самиці: 150 г). 

## Стиль життя
Гризуни, комахи, земноводні та плазуни становлять основну частину його раціону. 

## Загрози та охорона
Не терпить урбанізації. У західній Японії, Мустела ітатсі витісняється до крайнього гірського проживання конкуренцією з введеною Мустелою сибірською.